# 規則溶液
在化學中，規則溶液 為最接近理想溶液之真實溶液，滿足準化學模式，溶液的混合焓不等於0(理想溶液混合焓=0)，溶液混合時總體積等於所有溶液成分之體積加總(同理想溶液)，即沒有體積變化。
規則溶液的混合熵和理想溶液相同，兩者皆滿足下式:
{\displaystyle \Delta S_{m}=-nR(X_{A}\ln X_{A}+X_{B}\ln X_{B})\,}
其中{\displaystyle R\,}为气体常数, {\displaystyle n\,} 为溶液中成分的總莫耳数。

## 特點
任何溶液的混合自由能變化{\displaystyle \Delta G_{m}}皆可寫作:
{\displaystyle \Delta G_{m}=G^{xs}+\Delta G^{id}}
其中{\displaystyle G^{xs}}為過剩自由能(英語:Excess molar quantity)，{\displaystyle \Delta G^{id}}為理想溶液的混合自由能。
二元規則溶液(僅含A、B兩成分)的過剩自由能{\displaystyle G^{xs}}可以寫作以下數學式:
{\displaystyle G^{xs}=H^{xs}=\Omega X_{A}X_{B}}
將上式帶入混合自由能數學式，則二元規則溶液的總莫耳自由能可以寫作:
{\displaystyle \Delta G_{m}=\Omega X_{A}X_{B}+RT(X_{A}\ln X_{A}+X_{B}\ln X_{B})}
{\displaystyle \Omega =N_{0}Z{\mathcal {E}}} ，{\displaystyle \Omega }是一個與溫度無關之常數。
其中{\displaystyle N_{0}}為亞佛加厥常數，{\displaystyle Z}為溶液中成分之配位數，{\displaystyle {\mathcal {E}}}為A、B形成一個異類鍵時所放出或吸收之鍵能，{\displaystyle X}為成分在溶液中之莫耳分率。
規則溶液的{\displaystyle \Omega }可以再進一步寫為以係數{\displaystyle \alpha }表達之數學式:
{\displaystyle \Omega =\alpha RT}
藉由熱力學之活度和自由能關係:
{\displaystyle \Delta {\bar {G}}_{i}=RT\ln a_{i}=RT\ln(\gamma _{i}X_{i})}
以及溶液中成分{\displaystyle i}之部分莫耳性質，可得溶液中成分{\displaystyle i}之部分莫耳焓:
{\displaystyle \Delta {\bar {H}}_{A}=\Omega X_{B}^{2}=RT\ln \gamma _{A}}
{\displaystyle \Delta {\bar {H}}_{B}=\Omega X_{A}^{2}=RT\ln \gamma _{B}}
其中{\displaystyle \gamma _{i}}為溶液中成分{\displaystyle i}的活度係數。
總結上兩行數學式，可得二元規則溶液之數學定義式:
{\displaystyle \ln \gamma _{A}=\alpha X_{B}^{2}}
{\displaystyle \ln \gamma _{B}=\alpha X_{A}^{2}}
{\displaystyle \alpha ={\frac {\Omega }{RT}}}
{\displaystyle \gamma >1}之溶液稱為正偏差溶液
{\displaystyle \gamma <1}之溶液稱為負偏差溶液，關於偏差請詳見拉午耳定律。

## 用途
由於現實中的溶液大部分皆為不理想，故規則溶液成為了一個能簡化描述真實溶液的有用模型，透過近似可模擬真實溶液中的行為。
規則溶液常用於近似地解釋相圖中的溶液，尤其是在相圖中的混溶間隙(英語:miscibility gap)。